# Delphine Rich
Pour les articles homonymes, voir Rich.
Delphine Rich, née en 1961, est une actrice et humoriste française.
Elle est la fille de Claude Rich et de Catherine Rich.

## Filmographie

### Cinéma
- 1986 : Aria de Robert Altman (Opéra Clip)
- 1986 : On a volé Charlie Spencer de Francis Huster : la copine de la banque
- 1987 : Funny Boy de Christian Le Hémonet : Catherine
- 1989 : Lola Zipper d'Ilan Duran Cohen : La directrice Carita
- 1990 : Un vampire au paradis d'Abdelkrim Bahloul
- 1991 : Loulou Graffiti de Christian Lejalé : La concierge
- 1991 : Becoming Colette de Danny Huston
- 1991 : Quelque part vers Conakry de Françoise Ebrard : la mère de Jacques
- 1992 : La Fille de l'air de Maroun Bagdadi : la magistrate
- 1993 : Taxi de nuit de Serge Leroy : Mme de Verselle
- 1993 : Je t'aime quand même de Nina Companeez : Douce
- 1993 : Lou n'a pas dit non d'Anne-Marie Miéville
- 1994 : Priez pour nous de Jean-Pierre Vergne : Suzanne Guidon de Repeygnac
- 1996 : Les Bidochon, de Serge Korber : Gisèle
- 1998 : Mauvaises fréquentations de Jean-Pierre Améris : Claire
- 2003 : Tempo d'Éric Styles : Lisette Arcan
- 2005 : Comme tout le monde de Pierre-Paul Renders : Arlette Chastaing
- 2005 : L'Entente cordiale de Vincent de Brus : Marie-Hélène de La Conche
- 2012 : Le noir (te) vous va si bien de Jacques Bral : Hélène-Laure

### Télévision
- 1985 : La Bague aux doigts d'Agnès Delarive
- 1987 : Euroflics (Eurocops, épisode Rapt à Paris) de Roger Pigaut
- 1988 : La Comtesse de Charny de Marion Sarraut
- 1988 : Euroflics (Eurocops, épisode La Bourse ou la Vie) de Roger Pigaut : Maryse
- 1989 : Le Mari de l'ambassadeur (série télévisée) de François Velle : Arielle
- 1989 : Coma dépassé de Roger Pigaut : Tison
- 1989 : Two of Diamonds de Bruno Gantillon
- 1989 : Le Masque (série télévisée, épisode La mort vous invite) de Sylvie Durepaire
- 1990 : Les Cinq Dernières Minutes (épisode Le Miroir aux alouettes) de Guy Jorré  : Gertrude Vandevelde
- 1990 : Le Premier Cercle de Sheldon Larry : Sonia Sologdine
- 1991 : Les Cœurs brûlés (mini-série télévisée) de Jean Sagols : La juge d'instruction
- 1991 : C'est mon histoire : Présumé Coupable (court-métrage) de Pierre Joassin : Le juge d'instruction
- 1992 : Un commissaire à Rome de Luca Manfredi
- 1993 : La Vérité en face d'Étienne Périer : Claire
- 1995 : La Bougeotte de Jean-Claude Morin : Claire
- 1995 : Maigret de Charles Nemes : Hélène Grandmaison
- 1996 : Un petit grain de folie de Sébastien Grall : Florence Vernon
- 1996 : Une femme à suivre de Patrick Dewolf : Esther
- 1996 :  Bonne fête papa de Didier Fontan : Charlotte
- 1997 : Venise est une femme de Jean-Pierre Vergne : Catherine Beaujeu
- 1998 : Une femme d'honneur (saison 2, épisode 1 Brûlé vif) : Sandra
- 2000 : Les Bœuf-carottes de Christian Faure (épisode La Fée du logis) : Barbara Chapuis
- 2000 : Le Parisien du village de Philippe Venault : Élodie Chassagne
- 2001 : L'Oiseau rare de Didier Albert : Isabelle
- 2001 : L'Insaisissable d'Élisabeth Rappeneau : Caroline Meaulnes
- 2001 : Juliette Lesage, médecine pour tous (série télévisée, épisode Conduites dangereuses) de Christian François : Juliette Lesage
- 2001 : Mère, fille : Mode d'emploi de Thierry Binisti : Muriel Chabrier
- 2002 : Orages de Peter Kassovitz : La juge
- 2002 : Crimes en série (série télévisée, épisode Asphalte rouge) de Patrick Dewolf : Sœur Clotilde
- 2003 : Y aura pas école demain de Philippe de Broca : Cécile
- 2003 : Juliette Lesage, médecine pour tous (série télévisée, épisodes Précaution d'emploi et Le Petit) de Christian François : Juliette Lesage
- 2005 : Les Amants de la dent blanche, téléfilm de Raymond Vouillamoz : Hildegarde
- 2005 : La Boite à images, téléfilm de Marco Pauly : Lucette Delapierre
- 2005 : Un juge sous influence de Jean Marbœuf : Clémence
- 2006 : Boulevard du palais (épisode L'Affaire Isabelle Duhesmes) de Philippe Venault : Françoise Duhesmes
- 2007 : Tropiques amers (série télévisée)  de Jean-Claude Flamand Barny : Madame de Rochant
- 2007 : Paul et ses femmes d'Élisabeth Rappeneau : Béatrice
- 2007 : J'ai pensé à vous tous les jours de Jérôme Foulon : Christine Souhad
- 2007 : Inéluctable de François Luciani : La ministre
- 2007 : Cellule Identité  (épisode Félix) de Stéphane Kappes : Pauline Ferran
- 2008 : Adieu de Gaulle, adieu de Laurent Herbiet : Claude Pompidou
- 2009 : Les Amants de l'ombre de Philippe Niang : Mathilde Venturi
- 2011 : Le Sang de la vigne (épisode Le Dernier Coup de Jarnac) de Marc Rivière
- 2013 : Autopsie d'un mariage blanc de Sébastien Grall
- 2014-2017 : Candice Renoir (série télévisée, saison 1 à 4) : Aline Jego
- 2017 : Glacé de Laurent Herbiet : Mme Garaudy
- 2020 : Les Mystères de Paris (série d'animation) de Véronique Puybaret et Matthieu Dubois

## Doublage
- Moon Bloodgood : Starfire  dans le film Pathfinder
- Samantha Ivers : Tracy dans le film Je crois que j'aime ma femme

## Théâtre
- 1972 : Le Bourgeois gentilhomme de Molière, mise scène Maurice Jacquemont, Théâtre de Carcassonne
- 1985-1987 : Les Fausses Confidences aux Tréteaux de France
- 1987-1988 : Le Bourgeois gentilhomme aux Tréteaux de France
- 1987 : Dom Juan au Nouveau théâtre Mouffetard
- 1987-1988 : Not'bon Louis, donjons du château de Vincennes
- 1989 : L'Île des esclaves, Festival de Nantes-Théâtre du monde
- 1990 : La Vie à deux, Théâtre du Lucenaire
- 1991 : La Nuit de Valognes d'Éric-Emmanuel Schmitt, mise scène Jean-Luc Tardieu, Comédie des Champs-Élysées
- 1995 : Rendez-vous de Neil Simon, mise en scène Raymond Acquaviva, théâtre de la Renaissance
- 1998 : Horace de Pierre Corneille, mise en scène Marion Bierry, Théâtre de l'Œuvre
- 1999-2000 : Le Misanthrope, Théâtre Vidy-Lausanne et Théâtre Bobigny
- 2008 : Equus de Peter Shaffer, mise en scène Didier Long, Théâtre Marigny
- 2011 : L'Intrus d'Antoine Rault, mise en scène Christophe Lidon, Comédie des Champs-Élysées
- 2016 : Mariage et châtiment de David Pharao, mise en scène Jean-Luc Moreau, Théâtre Hébertot

## Livre audio
- 2024 : Peter Pan, de J. M. Barrie, lu avec Sophie Arthuys, Magali Barney, Caroline Beaune, Arnaud Bedouët, Étienne Fernagut, Laurence Merchet et Didier Rousset, « Écoutez Lire », Gallimard, Paris, 2h57